# Friedrich Dettmann (Politiker)
Friedrich „Fiete“ Dettmann (* 15. Juli 1897 in Hamburg; † 6. Mai 1970 in Stralsund) war ein deutscher Politiker der KPD bzw. SED.

## Leben
Der Sohn eines der SPD angehörenden Krankenpflegers absolvierte eine Schlosserlehre und war Metallarbeiter in Hamburg und schloss sich 1911 der Arbeiterjugend an. 1915 und nach einer verwundungsbedingten Unterbrechung erneut 1917 zum Militärdienst eingezogen geriet er in britische Kriegsgefangenschaft, aus welcher er im September 1919 nach Hamburg zurückkehrte, wo er 1919 der USPD und 1920 der KPD beitrat. Er wurde 1923 hauptamtlicher Funktionär und war im gleichen Jahr zusammen mit u. a. Ernst Thälmann an der Leitung des Hamburger Aufstandes beteiligt. 1924 zeitweise leitender Redakteur der Hamburger Volkszeitung wurde er Mitglied der Hamburger Bürgerschaft, der er bis 1933 angehörte. Des Weiteren gehörte Dettmann zeitweise der Bezirksleitung der KPD an und war Leiter des Norddeutschen Arbeiterschutzbundes, einer Nachfolgeorganisation des 1929 verbotenen Roten Frontkämpferbundes an. Beruflich war Dettmann von 1925 bis 1930 bei der Wohlfahrtsbehörde der Stadt Hamburg und anschließend bis 1933 als Abteilungsleiter bei der sowjetischen Handelsvertretung tätig.
Dettmann floh nach der Machtübernahme der NSDAP im Oktober 1933 zunächst nach Dänemark, wo er als Angestellter bei kommunistischen Organisationen arbeitete. Im März 1934 in Kopenhagen verhaftet, wurde er in die Sowjetunion ausgewiesen, wo er einige Monate im Mitteleuropa-Büro der Komintern tätig war. Im August des gleichen Jahres kehrte er illegal nach Deutschland zurück, wo er im Untergrund den Parteibezirk Leipzig der KPD leitete. Dettmann wurde im Januar 1935 wegen seiner illegalen Tätigkeit für die KPD von der Gestapo verhaftet und im März 1936 vom Volksgerichtshof zu 10 Jahren Zuchthaus verurteilt und bis zur Befreiung 1945 in Zuchthaus Waldheim inhaftiert.
Nach dem Zweiten Weltkrieg war er zunächst in Hamburg politisch für die KPD tätig und übernahm deren Landesvorsitz. Er gehörte seit dem 15. Mai 1945 als Senator der Gesundheitsbehörde dem Hamburger Senat an. Zudem war er von 1946 bis 1951 erneut Bürgerschaftsabgeordneter. Nachdem die KPD-Fraktion in der Hamburgischen Bürgerschaft am 2. Juli 1948 als einzige Fraktion gegen eine Solidaritätsbekundung für das blockierte Berlin stimmte, brachte die SPD-Fraktion einen Misstrauensantrag gegen Dettmann ein, der am 21. Juli 1948 mit den Stimmen von SPD, CDU und FDP angenommen wurde. Im Oktober 1950 wurde er wegen „Verdachts der Teilnahme am öffentlichen Aufruhr“ verhaftet und trat aus Protest dagegen in Hungerstreik. Später im Jahr wurde er im Rahmen innerparteilicher Säuberungen von seinen Parteifunktionen entbunden und siedelte auf Parteibeschluss 1951 in die Deutsche Demokratische Republik über, wo er zunächst als Abteilungsleiter im Gesundheitsministerium des Landes Mecklenburg und danach als Unterabteilungsleiter beim Rat des Bezirkes Neubrandenburg arbeitete.
Ab 1953 war Fiete Dettmann Mitglied der Kreisleitung der Sozialistischen Einheitspartei Deutschlands (SED) in Stralsund. 1954 wurde er wegen des Vorwurfes des parteifeindlichen Verhaltens gerügt und mit einem einjährigen Funktionsverbot bestraft. Ab 1956 fungierte er u. a. als Kreisvorsitzender der Gesellschaft für Deutsch-Sowjetische Freundschaft (DSF) und stellvertretender Vorsitzender des Rates des Kreises Stralsund.
Er erhielt 1967 den Vaterländischen Verdienstorden der DDR in Gold und die Goldene Ehrennadel der DSF. Seine Heimatstadt Stralsund verlieh ihm am 15. Juli 1967 die Ehrenbürgerwürde der Stadt (diese wurde ihm nach der Wiedervereinigung aberkannt). In Stralsund wurden nach seinem Tod eine Schule, eine Straße und ein in der Straße befindliches Kulturhaus nach ihm benannt.